# Haslen
Haslen é uma comuna da Suíça, no Cantão Glaris, com cerca de 625 habitantes. Estende-se por uma área de 11,59 km², de densidade populacional de 54 hab/km². Confina com as seguintes comunas: Leuggelbach, Luchsingen, Nidfurn, Schwanden.
A língua oficial nesta comuna é o Alemão.